# Нју Кробу (Каљари)
Нју Кробу је насеље у Италији у округу Каљари, региону Сардинија.
Према процени из 2011. у насељу је живело 237 становника. Насеље се налази на надморској висини од 86 м.